# Cistus neyrauti
Cistus neyrauti är en solvändeväxtart som beskrevs av Verguin. Cistus neyrauti ingår i släktet Cistus och familjen solvändeväxter. Inga underarter finns listade i Catalogue of Life.